# Маликова Ганна Гнатівна
Ганна Гнатівна Маликова (нар. 1913, село Білокуракине, тепер селище Білокуракинського району Луганської області — ?) — українська радянська діячка, телятниця експериментальної бази Українського науково-дослідного інституту тваринництва «Українка» Харківського району, новатор сільськогосподарського виробництва. Герой Соціалістичної Праці (10.07.1950). Депутат Верховної Ради УРСР 3-го скликання.

## Біографія
Народилася у селянській родині.
Трудову діяльність розпочала у 1930 році в колгоспі «Червона зірка» села Білокуракине на Луганщині. У 1939 році переїхала до Харкова, працювала санітаркою в дитячих яслах.
З 1946 року працювала телятницею експериментальної бази «Українка» Українського науково-дослідного інституту тваринництва в Харківському районі.
У 1949 році 27 закріплених за нею телят віком від 4 до 6 місяців давали понад кілограм середньодобового приросту у вазі. За досягнуті успіхи в розвитку тваринництва була удостоєна звання Героя Соціалістичної Праці.

## Нагороди
- Герой Соціалістичної Праці (10.07.1950)
- орден Леніна (10.07.1950)
- медалі